# Departament de Tacuarembó
Tacuarembó (en castellà i oficialment Departamento de Tacuarembó) és un departament del centre-nord de l'Uruguai. Limita al nord i nord-oest amb els departaments de Rivera i Salto respectivament, a l'oest amb Paysandú i Río Negro, al sud amb Durazno i a l'est i sud-est amb Cerro Largo.
Amb una superfície de 15.438 km², és el departament més extens del país. Va ser creat per decret del parlament el 1837, a partir de la porció oriental del departament de Paysandú. La capital departamental és la ciutat de Tacuarembó – situada 390 km al nord de Montevideo–, amb una població de 51.224 habitants (2004).
El 2010, ocupava la dotzena posició dins de l'Uruguai pel que fa a l'Índex de Desenvolupament Humà, amb 0,745 punts, una xifra comparable amb la de països com Malàisia. També, segons les dades del cens del 2004, Tacuarembó tenia 90.489 habitants, essent, per tant, un dels nou departaments més poblats del país.
L'actual símbol de Tacuarembó – l'escut d'armes (1960) – representa la ramaderia i els recursos naturals del departament. Cal destacar la presència del Cerro Batoví. El lema de Tacuarembó, mentrestant, és «El pago más grande de la patria», fent referència a la seva superfície geogràfica.

## Etimologia
El nom de «Tacuarembó» deriva, segons el professor argentí Carlos McGough: 
| « | De fer referència, particularment, a la sonora i estimada paraula «Tacuara» o més aviat «itá cuará» (itá: pedra o pal dur, cuará: forat, pel buit d'aquestes canyes) que dona origen segur a la veu «Tacuarembó» (...) | » |

Una altra versió sobre l'origen del nom, el vincula amb el vocable guaraní per denominar els «rebrots de tacuara». Són nombrosos els topònims d'origen guaraní en aquest departament: «Batoví» (pit verge), «Iporá» (aigua dolça), «Caraguatá», «Yaguarí», etcètera.

## Geografia

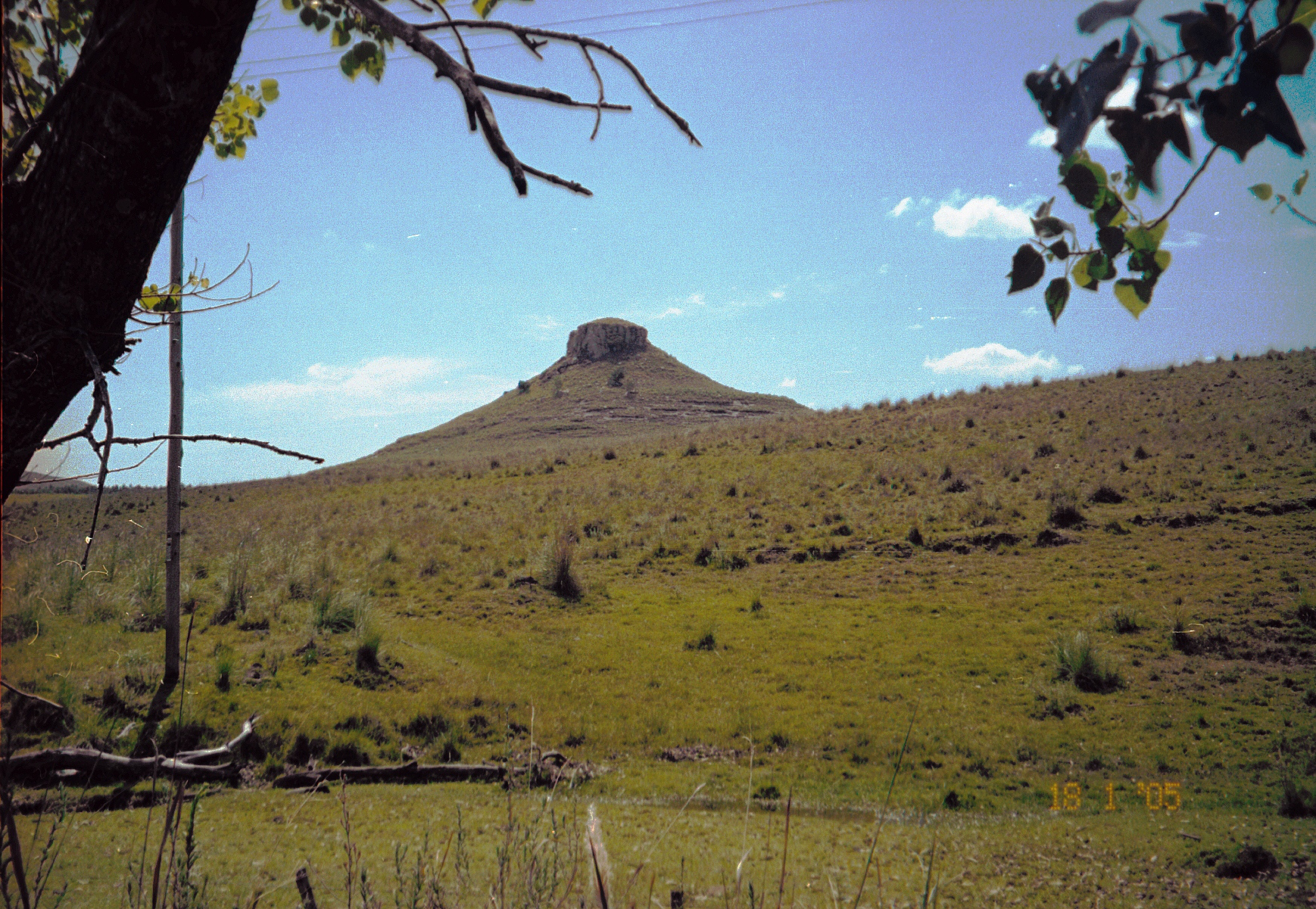
Batoví, sud de Tacuarembó.

Al seu territori hi ha basalts i gresos, conformant un paisatge de praderes i turons llisos. Els gresos, amb capbussament est–oest, fan que les aigües pluvials penetrin a l'est de la Cuchilla de Haedo (les cuchillas a l'Uruguai són cadenes de turons) i flueixin per sota de la formació basàltica cap a l'oest del territori uruguaià, assolint a la zona propera al riu Uruguai els 1500 metres de profunditat, essent aquest l'origen de les nombroses fonts termals existents.

## Economia
Destaca per la seva producció ramadera bovina i ovina, arrossera i forestal, activitat aquesta que ha fomentat la presència de serradores i d'altres indústries a la capital del departament.
Al departament de Tacuarembó també hi ha plantacions de blat de moro, gira-sol, tabac i patates. Una altra font industrial és la presència de preses elèctriques que produeixen energia per tot el país.
Finalment, Tacuarembó té cellers, molins i fàbriques de rajoles.

## Demografia
Segons el cens de 2004, hi ha en el departament 90.489 habitants i 28.054 llars particulars. La mida mitjana de la llar és de 3,2 persones. Per cada 100 dones hi ha 99,5 homes.
- Taxa de creixement exponencial de la població: -0,029% (2004)
- Taxa bruta de natalitat: 18,36 naixements/1.000 persones (2004)
- Taxa bruta de mortalitat: 9,00 morts/1.000 persones (2004)
- Mitjana d'edat: 29,7 anys (28,3 homes, 31,1 dones)
- Esperança de vida en néixer:
  - Població total: 74,35 anys
  - Homes: 70,33 anys
  - Dones: 78,52 anys
- Nombre mitjà de fills per família: 2,75 fills/dona
- Ingrés mitjà mensual per capita de la llar (ciutats de 5.000 o més habitants): 3.594,8 pesos/mes

### Principals centres urbans

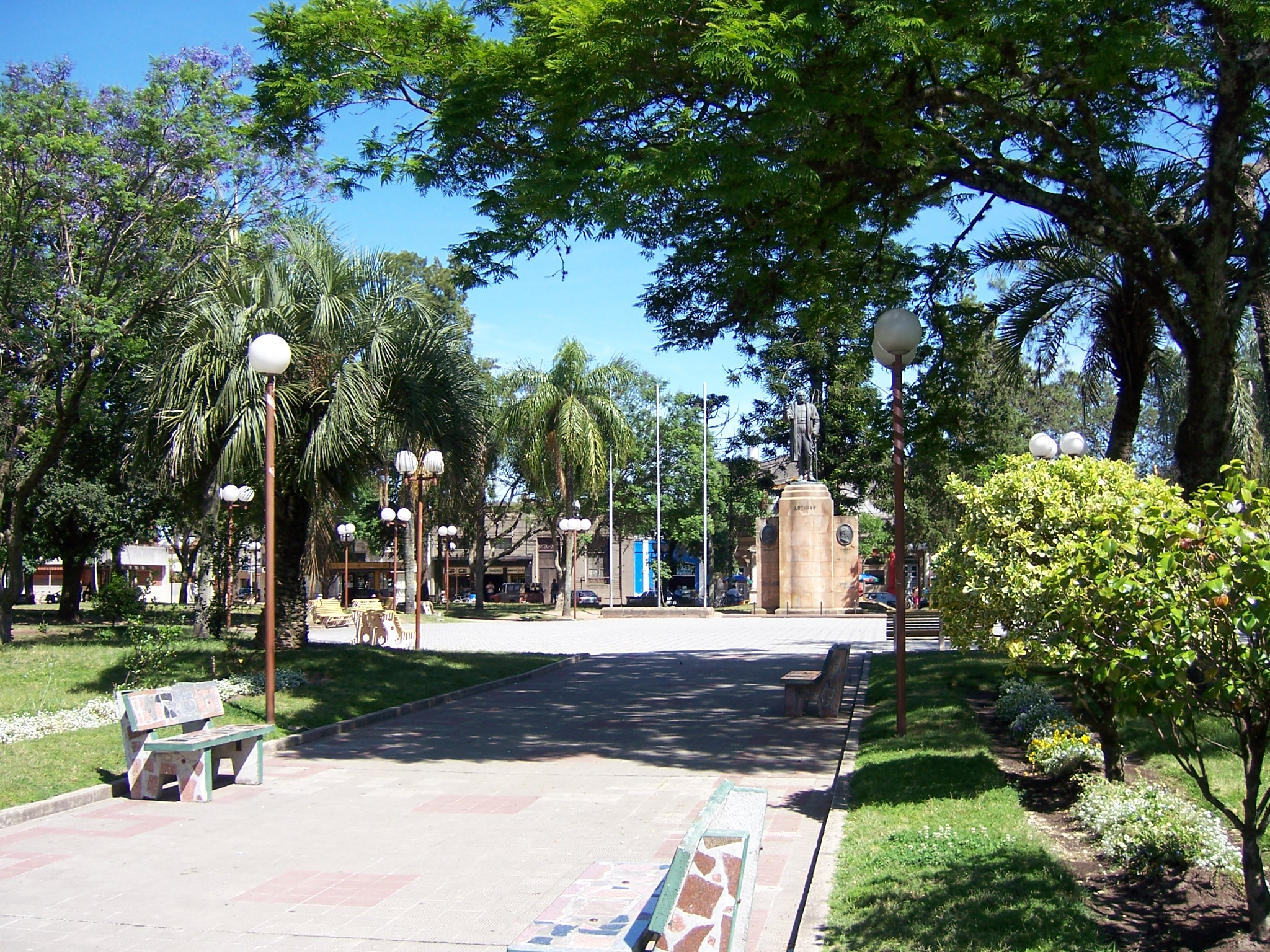
Plaça Artigas, Tacuarembó.

La ciutat principal és la seva capital; li segueixen en importància Paso de los Toros, San Gregorio de Polanco, Curtina i Villa Ansina.
(Pobles o ciutats amb una població de 1.000 o més persones - dades del cens de l'any 2004, almenys que s'indiqui una data diferent.)
| Ciutat/Poble            | Població     |
| ----------------------- | ------------ |
| Ansina                  | 1.930 (1996) |
| Paso Bonilla            | 1.000 (1996) |
| Paso de los Toros       | 13.459       |
| San Gregorio de Polanco | 3.096        |
| Tacuarembó              | 43.580       |
| Tambores                | 1.479 (1996) |

### Altres nuclis

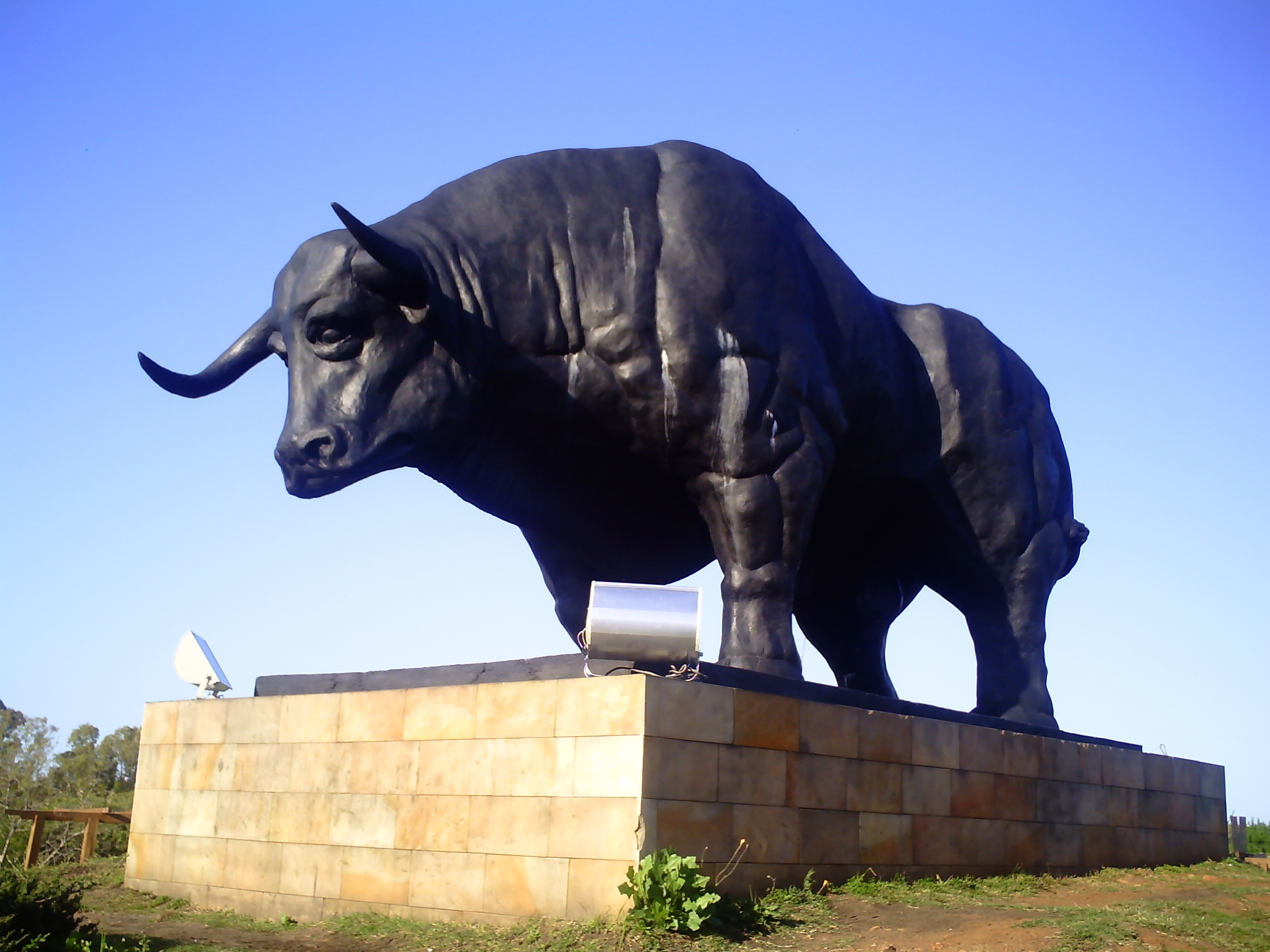
Monument a la ciutat de Paso de los Toros.

- Achar.
- Batoví.
- Chamberlain (Uruguai).
- Heriberto.
- Iporá.
- Laura.
- Laureles.
- Los Laureles.
- Martinote.
- Novillos.
- Zapará.
- Zapucay.

### Religió
La principal religió és el catolicisme romà. El departament és seu del bisbat de Tacuarembó, subdividit en 16 parròquies i el qual també abasta el departament de Rivera. Segons les dades d'aquest mateix bisbat, el 69% de les persones que viuen sota la seva jurisdicció són batejades.

## Transport
Aquest departament té un aeroport propi, l'aeroport de Tacuarembó.
La principal autovia de Tacuarembó és la ruta nacional 5 que uneix Montevideo, al sud, amb Rivera, al nord. La capital també té una estació de trens.

## Esport
El principal esport és el futbol. El departament és seu del Tacuarembó Fútbol Club, un equip de la primera divisió de la lliga uruguaiana.

## Govern
L'actual intendent (2010–) del departament de Tacuarembó és Wilson Ezquerra (Partit Nacional).

## Fills il·lustres
- Washington Beltrán Barbat, escriptor i polític.
- Mario Benedetti, escriptor.
- Jaime Montaner, polític.
- Sandino Andrés Núñez, filòsof.

## Galeria fotogràfica

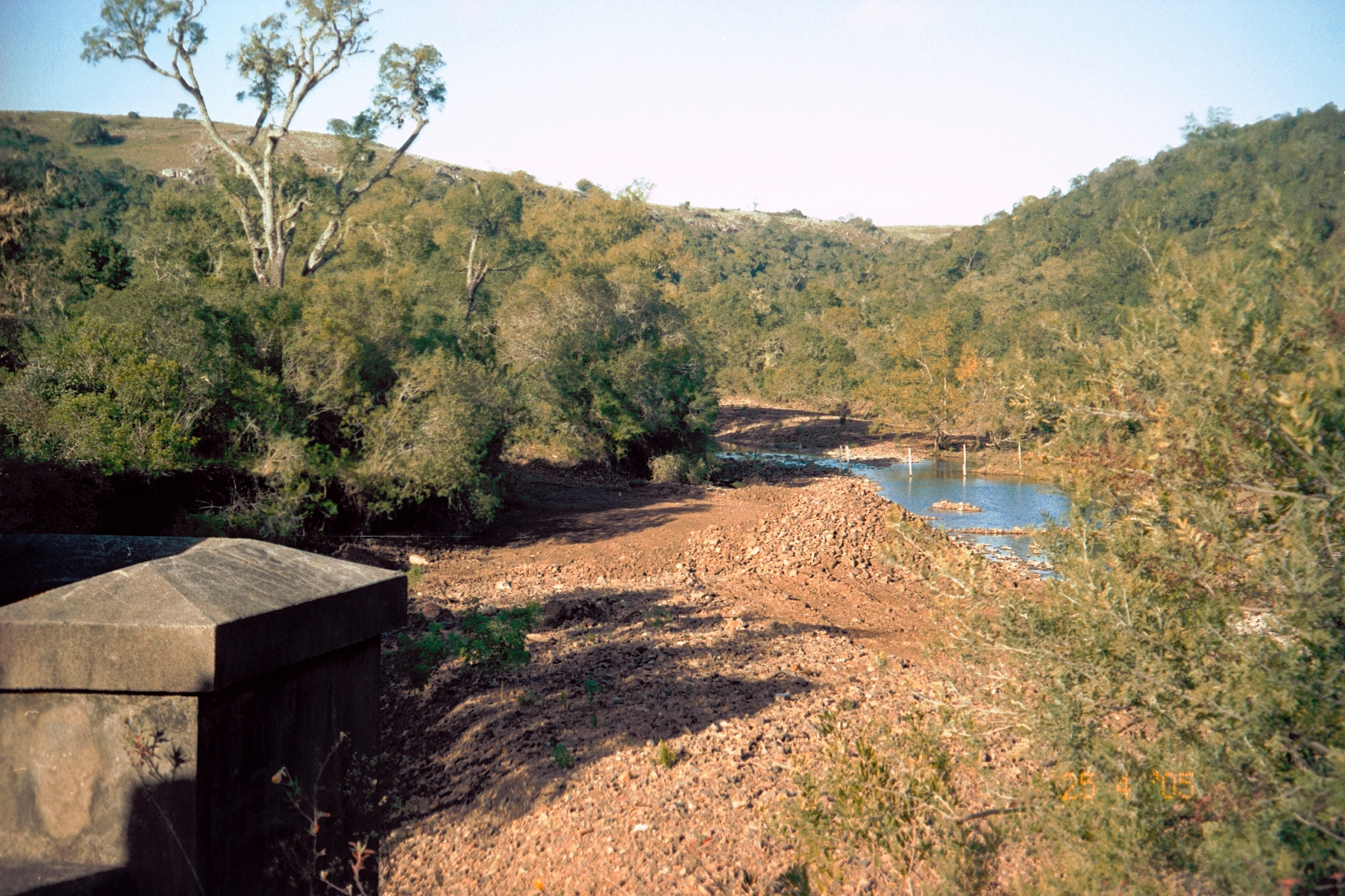
El rierol Jabonería, Valle del Edén.
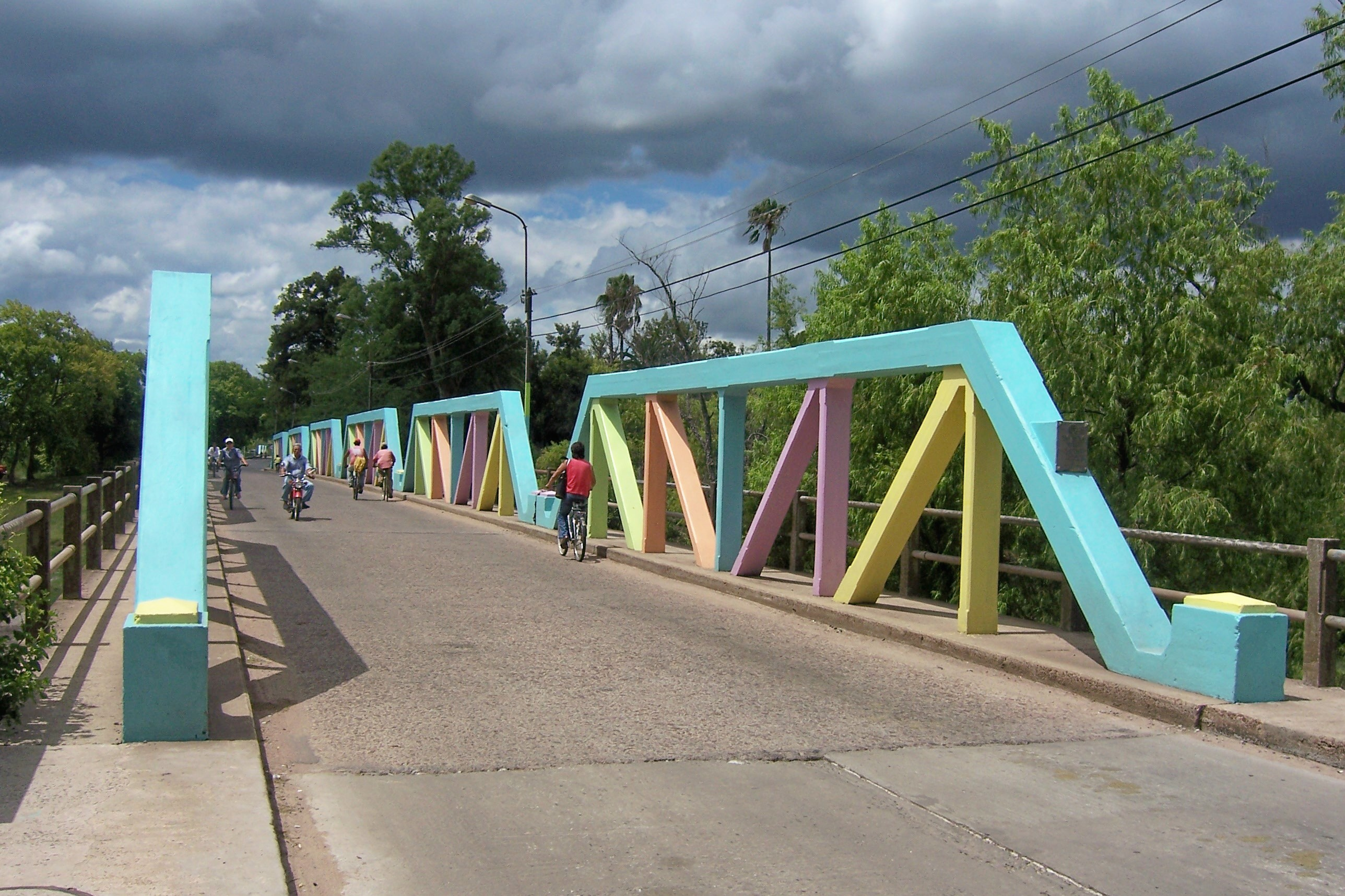
Pont sobre el rierol Tacuarembó Chico.
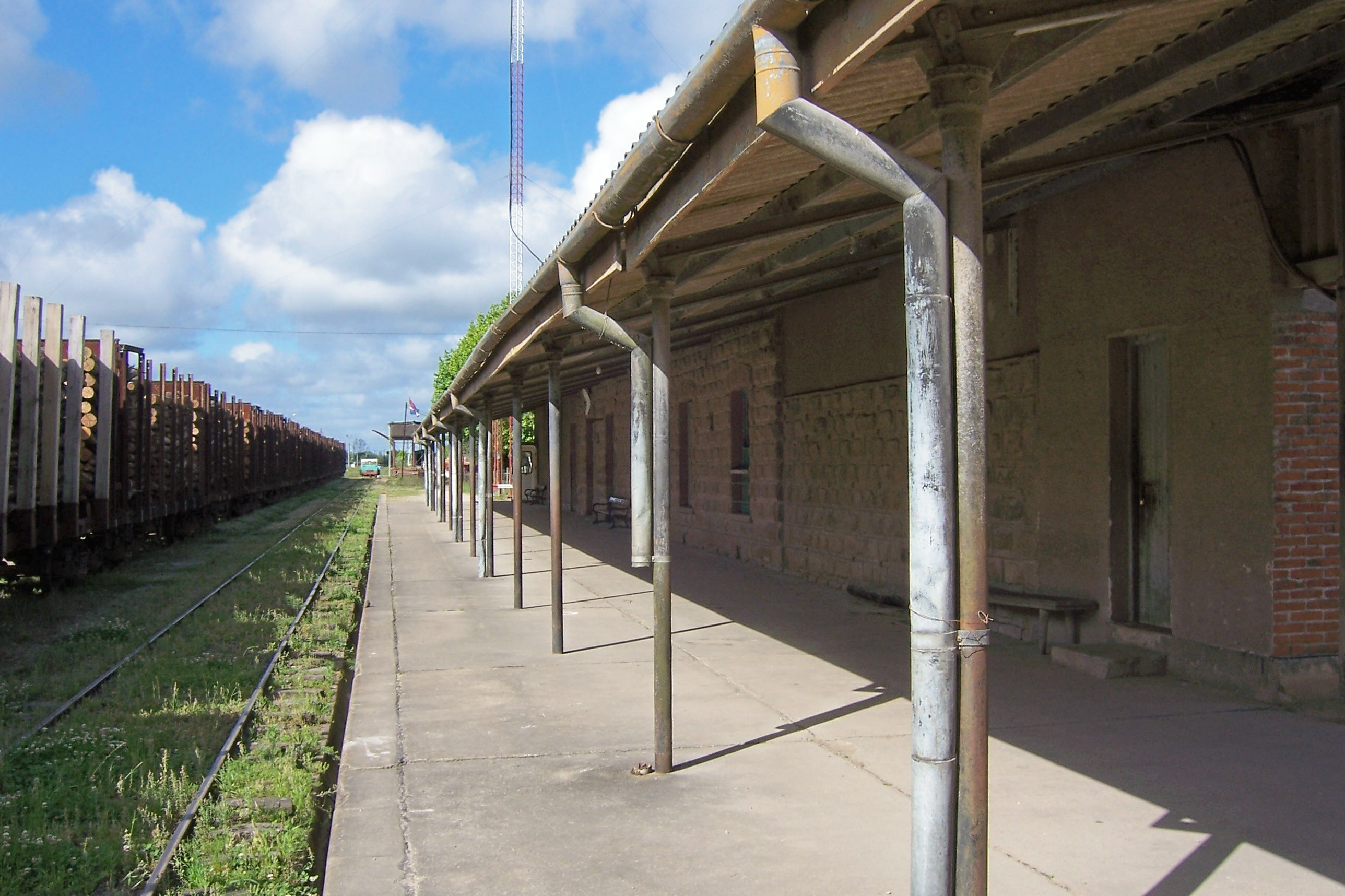
Estació de trens de Tacuarembó.